# جيم سوليفان (لاعب كرة قاعدة أمريكي)
جيم سوليفان (بالإنجليزية: Jim Sullivan)‏ هو لاعب كرة قاعدة أمريكي، ولد في 25 أبريل 1867 في Charlestown, Boston ‏ في الولايات المتحدة، وتوفي في 29 نوفمبر 1901 في Roxbury, Boston ‏ في الولايات المتحدة.

## وصلات خارجية
- جيم سوليفان (لاعب كرة قاعدة أمريكي) على موقعبيزبول رفرنس.كوم (الدوري الرئيسي) (الإنجليزية)
- جيم سوليفان (لاعب كرة قاعدة أمريكي) على موقعبيزبول رفرنس.كوم (الدوري الثانوي) (الإنجليزية)